# Antal Reguly

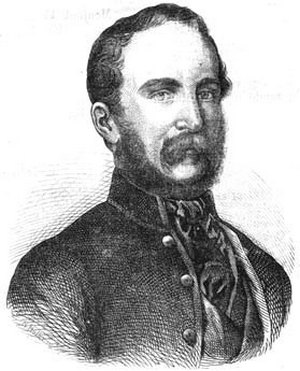
Antal Reguly.

Antal Reguly, född 11 juli 1816 i Zirc, död 23 augusti 1858 i Buda, var en ungersk resenär och språkforskare.
Reguly företog omfattande resor bland de finsk-ugriska folken och införskaffade då stora språkliga och folkloristiska samlingar, som sedan har utnyttjats av Pál Hunfalvy och andra ungerska språkforskare. Reguly har därmed kommit att framstå som grundläggaren av den nationella språkvetenskapliga traditionen i Ungern.
Reguly besökte också Finland och översatte delar av Kalevala till ungerska.